# Бузок гімалайський
Бузок гімалайський (Syringa emodi) — кущова рослина, вид роду бузок (Syringa) родина маслинові (Oleaceae).

## Ботанічний опис
Кущ висотою до 4,5 метрів. Гілки сірого або оливково-бурого кольору. Пагони коричневі або оливково-зелені, чечевички світлі, що різко виділяються. Вершинні бруньки яйцеподібні, червоно-бурі.
Листя еліптичної форми, довжиною 5 -15 (до 22) см, шириною 2,5-12 см, на верхівці загострені, в основі звужуються, у верхній частині темно-зеленого кольору, голі, по краях війчасті. Жилки знизу пурпурово-фіолетового кольору. Листок довжиною 1-1,5 см, слабо запушене, з пурпуровим забарвленням.
Суцвіття верхівкове, довжиною 12-15 см і шириною 3-8 см, форма циліндрична. Вісь суцвіття чотиригранна, гола, рідше запушена, з чечевичками. Квітка до 1 см у діаметрі, палево-лілового або кремово-жовтого з рожевим відтінком кольору, з насиченим запахом. Чашечка гола, рідше запушена, зубці дрібні, округлі. Трубка віночка 0,8 см завдовжки, циліндрична. Бутони палево-жовті з рожевим відтінком, при розкритті набувають жовтувато-білого забарвлення. Пиляки жовтого кольору, на половину своєї довжини виступають із віночка.
Коробочка довжиною 2 см, гладка, довго загострена на верхівці. Цвітіння відбувається у червні.

## Екологія та поширення
Росте у північно-західній частині Гімалаїв, на висоті 2700-3700 метрів над рівнем моря, у субальпійському поясі, у вологих місцях і долинах гірських річок. Морозостійка рослина, здатна вижити у ґрунтах із високою засоленістю.

## Класифікація
Вид Бузок Емода (Syringa emodi) належить до роду Бузок (Syringa) родина Маслинові (Oleaceae).
|  |                 |  |                       |                       |                   |  | ще 45 порядків покритонасінних (згідно Системі APG II) | ще 45 порядків покритонасінних (згідно Системі APG II) |                                      |  |  |  | ще 24 рода          | ще 24 рода      |  |  |
|  |                 |  |                       |                       |                   |  | ще 45 порядків покритонасінних (згідно Системі APG II) | ще 45 порядків покритонасінних (згідно Системі APG II) |                                      |  |  |  | ще 24 рода          | ще 24 рода      |  |  |
|  |                 |  |                       | відділ Покритонасінні |                   |  |                                                        |                                                        | родина Маслинові                     |  |  |  |                     | вид Бузок Емода |  |  |
|  |                 |  |                       | відділ Покритонасінні |                   |  |                                                        |                                                        | родина Маслинові                     |  |  |  |                     | вид Бузок Емода |  |  |
|  | царство Рослина |  |                       |                       | порядок Губоцвіті |  |                                                        |                                                        | рід Бузок                            |  |  |  |                     |                 |  |  |
|  | царство Рослина |  |                       |                       |                   |  |                                                        |                                                        |                                      |  |  |  |                     |                 |  |  |
|  |                 |  | ще близько 21 відділа | ще близько 21 відділа |                   |  |                                                        | ще 21 родина (згідно Системі APG II)                   | ще 21 родина (згідно Системі APG II) |  |  |  | ще близько 10 видів |                 |  |  |
|  |                 |  |                       | ще близько 21 відділа |                   |  |                                                        |                                                        | ще 21 родина (згідно Системі APG II) |  |  |  |                     |                 |  |  |

## Галерея

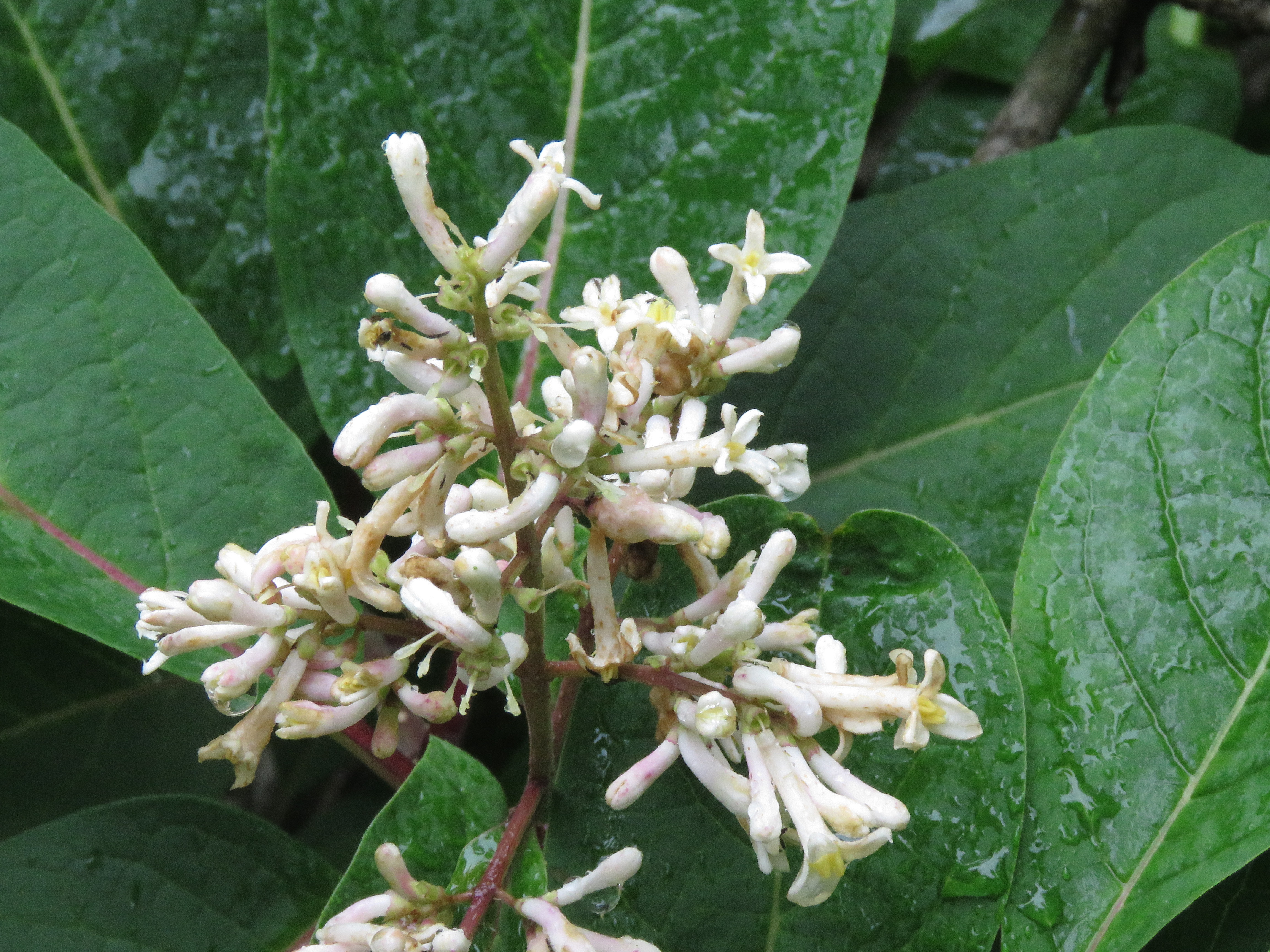
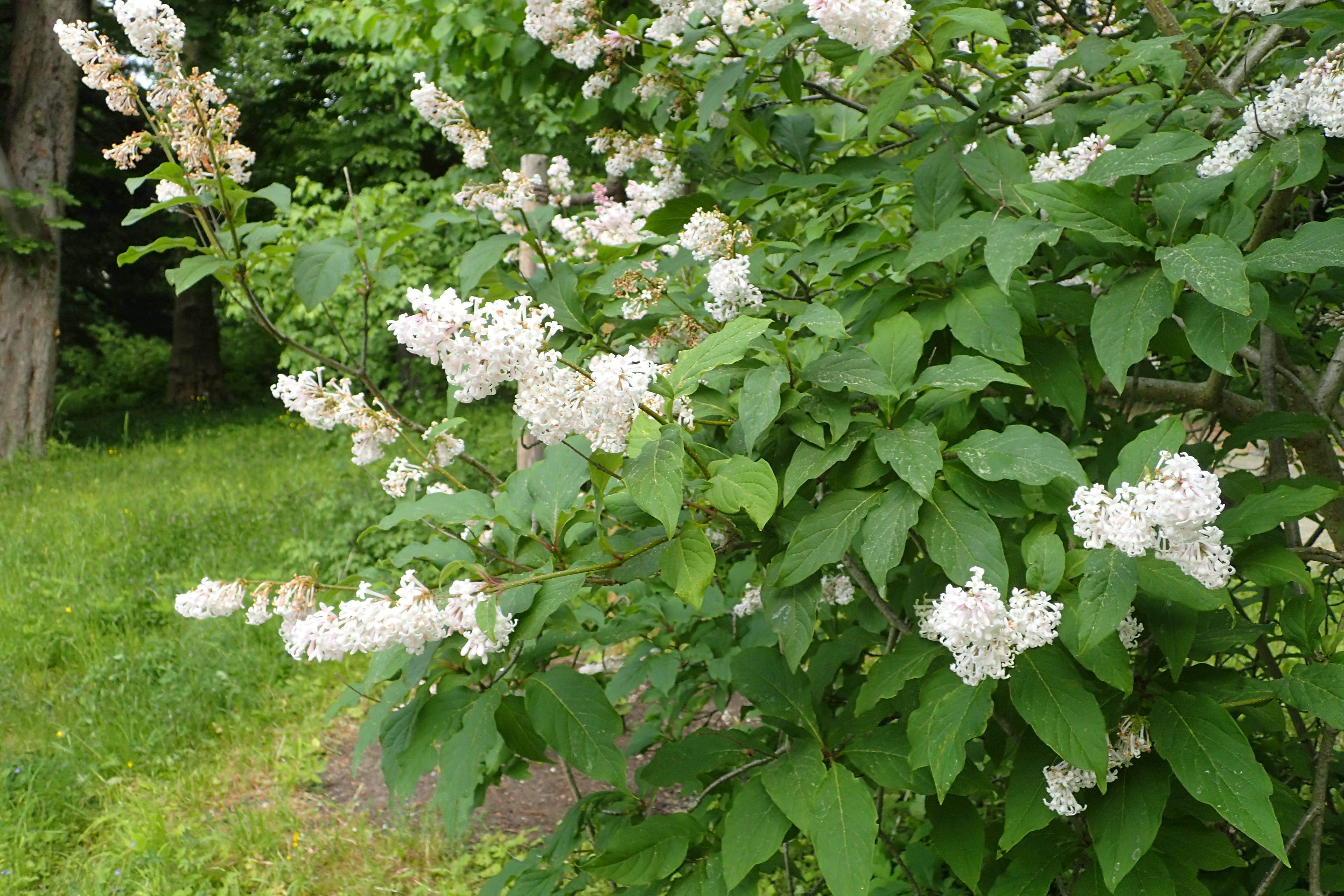
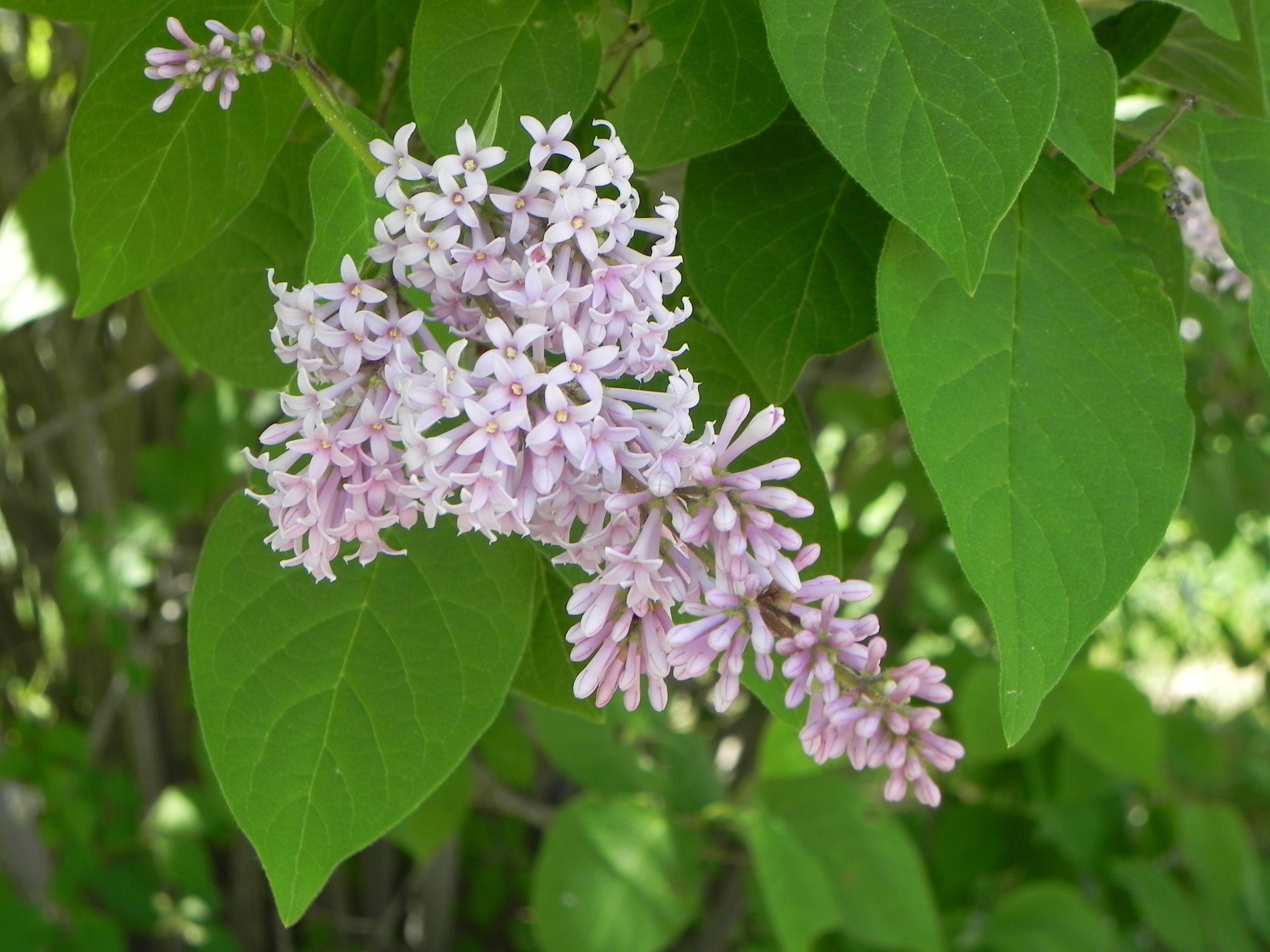
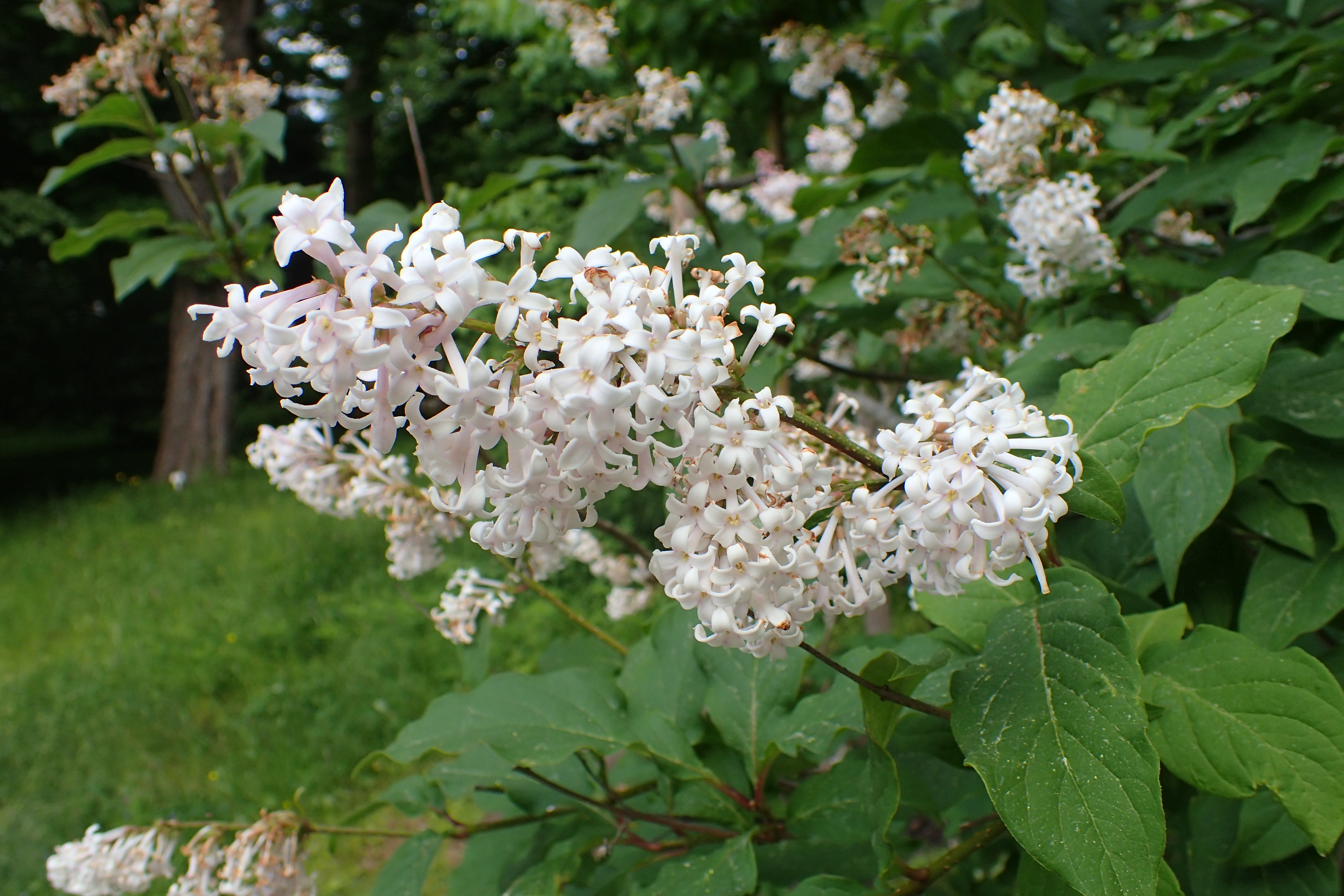
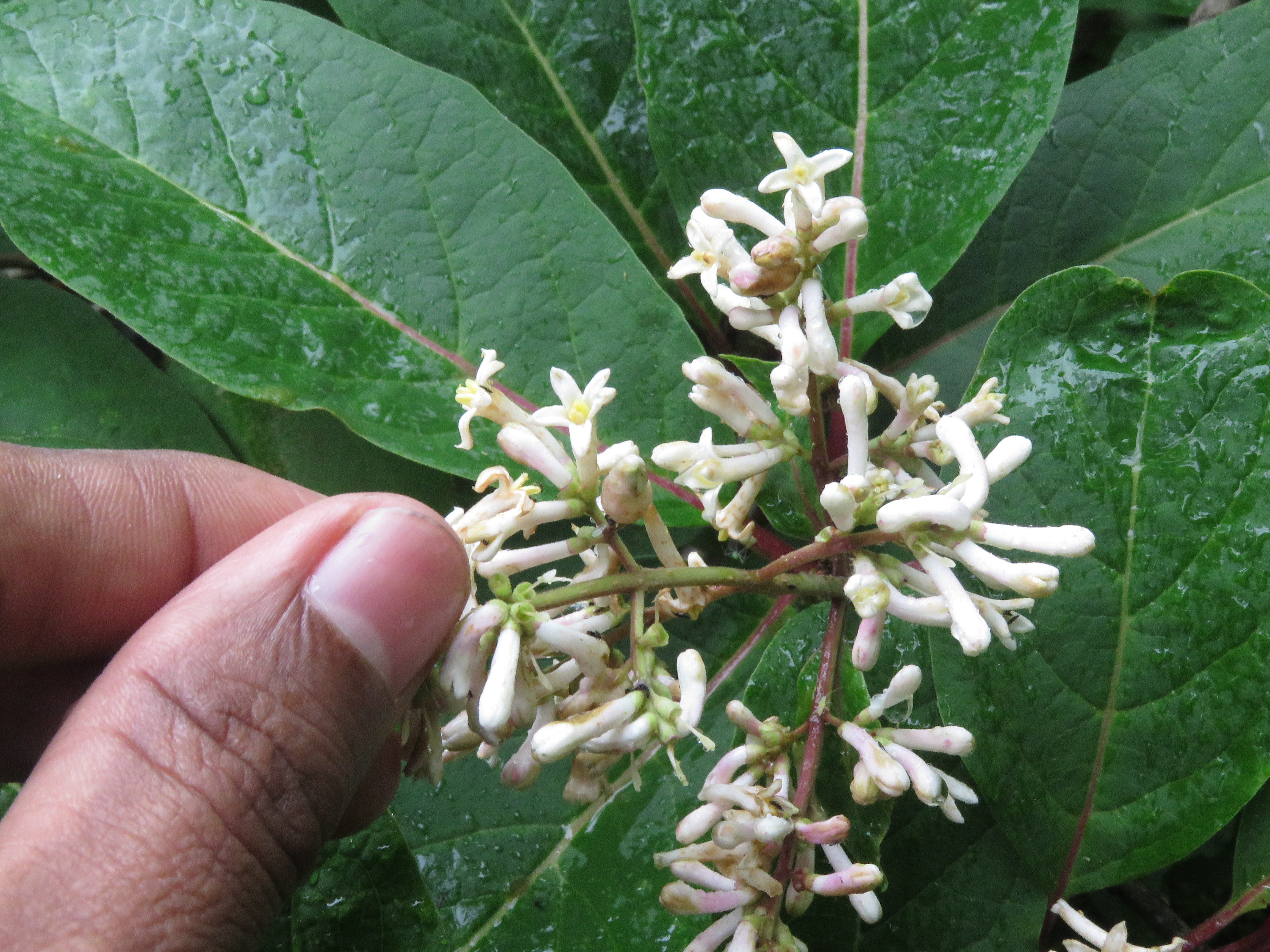